# Their Greatest Hits (1971–1975)
| Críticas profissionais | Críticas profissionais |
| Avaliações da crítica  | Avaliações da crítica  |
| Fonte                  | Avaliação              |
| ---------------------- | ---------------------- |
| AllMusic               | [ 1 ]                  |

Their Greatest Hits (1971–1975) é a primeira compilação da banda Eagles, lançada a 17 de fevereiro de 1976.
Até 2019, o álbum vendeu cerca de 38 milhões de cópias só nos Estados Unidos. Em 2017, o álbum foi selecionado pela Biblioteca do Congresso para preservação no Registro Nacional de Gravações, por ser considerado "culturalmente, historicamente ou artisticamente significativo".

## Faixas
| Lado A |                                                          |         |  |
| N.º    | Título                                                   | Duração |  |
| 1.     | "Take It Easy" (Jackson Browne, Glenn Frey)              | 3:32    |  |
| 2.     | "Witchy Woman" (Don Henley, Bernie Leadon)               | 4:11    |  |
| 3.     | "Lyin' Eyes" (Henley, Frey)                              | 6:22    |  |
| 4.     | "Already Gone" (Jack Tempchin, Robert Arnold Strandlund) | 4:13    |  |
| 5.     | "Desperado" (Henley, Frey)                               | 3:33    |  |

| Lado B |                                                      |         |  |
| N.º    | Título                                               | Duração |  |
| 1.     | "One of These Nights" (Henley, Frey)                 | 4:51    |  |
| 2.     | "Tequila Sunrise" (Henley, Frey)                     | 2:52    |  |
| 3.     | "Take It to the Limit" (Randy Meisner, Henley, Frey) | 4:48    |  |
| 4.     | "Peaceful Easy Feeling" (Tempchin)                   | 4:18    |  |
| 5.     | "Best of My Love" (Henley, Frey, J.D. Souther)       | 4:35    |  |

## Créditos
- Don Felder - Guitarra, vocal
- Glenn Frey - Guitarra, piano, vocal
- Don Henley - Bateria, vocal
- Bernie Leadon - Banjo, guitarra, bandolim, vocal
- Randy Meisner - Baixo, guitarra, vocal